# Tessmannia lescrauwaetii
Tessmannia lescrauwaetii là một loài thực vật có hoa trong họ Đậu. Loài này được (De Wild.) Harms miêu tả khoa học đầu tiên.